# كامالا سيلفاراج
كامالا سيلفاراج طبيبة توليد وأمراض نسائية من تاميل نادو، الهند. ولدت لممثلة الأفلام التاميلية الجوزاء غانيسان، كلفت القيام بأول اختبار طفل أنبوب في جنوب الهند في أغسطس 1990. في عام 2002 حصلت على الدكتوراه التي كانت حول «فشل المبايض المبكر وإدارته». كما حصلت على «جائزة أفضل طبيبة لعام 1993» و«جائزة راجيف غاندي التذكارية للتكامل الوطني 1995». وُلد أكثر من 800 طفل نتيجة العلاج المساعد على الإنجاب الذي أجرته مستشفاها.

## التعليم
درست في مدرسة القلب المقدس الثانوية العليا، ساحة الكنيسة، تشيناي. حصلت على بكالوريوس الطب والجراحة في كلية الطب في كاستوربا، مانيبال، كارناتاكا من 1962-1967، ودكتوراه في الطب في مستشفى مدراس العام من 1968 إلى 1970، دكتوراه في الطب في كلية الطب، جامعة مدراس من 1976-1978. انضمت إلى كادر التدريس وعملت في الحكومة. مستشفى النساء والأطفال في إغمور، تشيناي وحصلت على دكتوراه في علم وظائف الأعضاء التناسلية. مُنحت كأول باحث في علم وظائف الأعضاء التناسلية في تاميل نادو من جامعة الدكتور MGR الطبية، تشيناي في سبتمبر 2001.

## تدريب متخصص
خضعت الدكتورة كامالا سيلفاراج للتدريب في التخصصات التالية:
1. تدريب في الإخصاب خارج الجسم ونقل الأجنة في جامعة موناش، أستراليا في عامي 1985 و1988.
2. المؤتمر العالمي الثاني عشر للتدريب حول العقم في الجراحة الدقيقة وإعادة الاستقناء، مستشفى الجامعة الوطنية، سنغافورة 1986.
3. تدريب تنشيطي في IVF وET (التدريب العملي والمحاضرات، تكنولوجيا الإنجاب المساعدة) في مستشفى الجامعة الوطنية، سنغافورة في مايو 1991.
4. ورشة عمل بعد المؤتمر حول التقدم في التدريب العملي في تنظير البطن وتنظير الرحم في جزر بالي، إندونيسيا في سبتمبر 1991.
5. تدريب في ورشة عمل المعالجة الدقيقة بالحقن المجهري في جزر بالي، إندونيسيا، أكتوبر 1995.
6. حضور ورشة عمل وتدريب متقدم في ثقافة الكيسة الأريمية في مستشفى الجامعة الوطنية، سنغافورة في مايو 1995.
7. التدريب في جراحة المناظير النسائية المتقدمة والخياطة الأساسية (ورشة عمل، محاضرات وعروض توضيحية) في مستشفى الجامعة الوطنية، سنغافورة في يونيو 2001.

## المجلات والمقالات المنشورة

### مجلة طب التوليد وأمراض النساءفي الهند
- دور التخثير الكهربائي لسطح المبيض بالمنظار (LEOS) في PCOD ونتائجه - المجلد 52، العدد 2، مارس- أبريل 2002.
- حمل ثانٍ تلقائي ناجح في حالة مؤكدة من فشل المبايض المبكر - مايو/ يونيو 2003.
- مقارنة بين كلوميفين سيترات وليتروزول لتحريض الإباضة ونتائج الحمل الناتجة - نوفمبر/ ديسمبر 2004. (المادة الحائزة على جائزة Rs.8000 / -)

### الخصوبة والعقم (مجلة دولية)
- حمل ناجح في مريضة ذات النمط النووي 46، XY - المجلد 78، العدد 2، صدر في أغسطس 2002.
- حالتان مثيرتان للاهتمام من حمل المبيض بعد الإخصاب في المختبر/ نقل الأجنة وإدارتها الناجحة بالمنظار- المجلد 92، العدد 1- يوليو 2009.

### كتاب منشور
محرر ومؤلف كتاب بعنوان 100 سؤال وجواب لأمراض النساء والتوليد، المجلد الأول، الثاني - نشره معهد الإنجاب الطبي - 2009.

### المواد المنشورة
1. كتاب بعنوان عجب الأمومة بالإنجليزية والتاميلية.
2. كتيب عن التلقيح داخل الرحم.
3. كتاب بعنوان Thaayaaga Naaneruppan بالإنجليزية والتاميلية.
4. كتاب ديني Mana Amaithikku Uthavum Aanmeegam، بالإنجليزية والتاميلية.

## الإنجازات
- إنشاء مركز أبحاث الخصوبة (1989) في مستشفى جي جي بتقنية الإنجاب المساعدة.
- برمجة الهند الثالثة وجنوب الهند الأولى لاختبار الطفل الأنبوب من خلال التلقيح الاصطناعي - ET عام 1990.
- أول طفل بديل في الهند عام 1994.
- تمت برمجة وتسليم أول طفل في الهند من خلال مفهومها الخاص لتقنية فروتي في الإنجاب المساعد في عام 1995.
- أول توأم في جنوب شرق آسيا ولدت لمريضة مصابة بمتلازمة ماير - روكيتانسكي - كوستر - هاوزر من خلال عملية طفل الأنابيب في 19 يناير 2001.
- أول طفل أنابيب في الهند - ET Baby لامرأة تبلغ من العمر 55 عامًا في عام 2002.
- حققت أول أكبر عدد من عمليات الولادة الناجحة لأطفال الأنابيب في جنوب الهند منذ عام 1989 بواسطة تقنية المساعدة على الإنجاب، وقد أعلنت ذلك من خلال إجراء لقاء صحفي وإلقاء محاضرة حول اختبار أطفال الأنبوب- تقنية الإنجاب المساعدة في فندق بارك.
- أول أنبوب اختبار في جنوب الهند، أنجبت السيدة كامالا راتنام طفلة من خلال الحمل الطبيعي الذي يعد الأول من نوعه في الهند في 10 يوليو 2014.

## العضويات المهنية (الوطنية والدولية)
- عضوية دولية في الجمعية الأمريكية للطب التناسلي (ASRM)
- الجمعية الطبية الهندية - عضوة مدى الحياة.
- الجمعية الهندية للمساعدة على الإنجاب (ISAR)
- الرابطة الهندية لأخصائي التنظير الداخلي لأمراض النساء (IAGE) - عضو مدى الحياة.
- الجمعية الهندية لتشخيص ما قبل الولادة (ISPAT) - عضو مدى الحياة.
- اتحاد جمعيات التوليد وأمراض النساء في الهند (FOGSI)
- جمعية أمراض النساء والتوليد في جنوب الهند (OGSSI) - عضو مدى الحياة.
- عضو مدى الحياة بالجمعية الهندية لدراسة التكاثر والخصوبة عام 1997.
- رئيسة ISAR 2015، المؤتمر الوطني العشرون للجمعية الهندية للمساعدة على الإنجاب.

## الجوائز المستلمة
- جائزة راجيف غاندي للوحدة - 20 أغسطس 1991.
- الرابطة الطبية الهندية في جنوب مدراس، جائزة يوم الطبيب (1995)
- من أجل جائزة الشرف من نادي روتاري جنوب شرق RI Dist 3230 - 29 نوفمبر 1995.
- جائزة الخدمة الطبية المتميزة من منتدى المرأة الحكومي، مدراس - 17 فبراير 1996.
- جائزة سيفا راتنا التي أنشأتها Centenarian Trust عن خدمتها المتميزة للمجتمع في 14 أبريل 2001 بحضور مهاسوامي وفيجاندرا ساراسواثي من كانشيبورام.
- جائزة جيفان باراثي في سبتمبر 2005، في يوم المرأة العالمي من قبل LIC في الهند لإنجازاتها في مجال الطب.
- مُنحت المرأة الأكثر تميزًا في العام لمساهمتها التي لا تُحصى في مجال الطب من قبل نادي تشايكوفسكي الموسيقي التابع لمركز الثقافة الروسية، تشيناي - 6 مارس 2006.
- جائزة تمكين المرأة - جمعية الرعاية الحكومية المركزية، شاستري بهافان - 19 أبريل 2011.
- جائزة أفضل الأمهات، أجانتا للفنون الجميلة - 30 مايو 2011.
- سيجارام توتا بينغال، تلفزيون فيجاي - 2012.
- جائزة الإنجاز مدى الحياة، جامعة الدكتور MGR.
- جائزة المرأة العظيمة، النجاح الوحيد - 12 فبراير 2014.
- جائزة أفضل دكتور، مؤسسة المرأة والطفل - 1 يوليو 2015.
- جائزة فيمينا الأدبية - 13 فبراير 2016.